# Дијана Маројевић
Дијана Маројевић (Никшић, 7. новембар 1975) српска је глумица и универзитетска професорка.

## Биографија
Дијана Маројевић је рођена 7. новембра 1975. године у Никшићу. Дипломирала глуму на Факултету драмских уметности у Београду 1997. године у класи професора Миленка Маричића.
Публика је памти по филму Лајање на звезде, а запажену улогу је имала у серији Неки нови клинци.
Докторирала је 2016. године на студијском програму Докторских научних студија теорије драмских уметности, медија и култура са темом Говорно обликовање стиха у глумачком истраживачком процесу.
Тренутно је професор на Факултету драмских уметности у Београду. Ради у неколико позоришта.
Била је удата за српског глумца Богдана Диклића. Има кћерку Софију.

## Филмографија
| Год.       | Назив                        | Улога               |
| ---------- | ---------------------------- | ------------------- |
| 1998.      | Лајање на звезде             | ученица             |
| 1998.      | Буре барута                  | девојка на улици    |
| 1998.      | Повратак лопова              |                     |
| 1999.      | Смрт једне племените девојке | Јана                |
| 2003.      | Неки нови клинци             | Мирјана             |
| 2004.      | Лифт                         | Првославова супруга |
| 2007.      | Четврти човек                | Мајорова жена       |
| 2021.      | Дуг мору                     | Стражарка           |
| 2021.      | Време зла                    | Професорка Рајна    |
| 2021-2022. | Нечиста крв                  | Зора                |

## Улоге у синхронизацијама
| Година     | Назив                        | Улога                                                                                      | Студио  |
| ---------- | ---------------------------- | ------------------------------------------------------------------------------------------ | ------- |
| 2005−2007. | Барби (серијал филмова)      | Розела, Елина, Барби Роберт, Принцеза Аника, Рита                                          | Хепи ТВ |
| 2005−2009. | Ноди                         | Маца Роза, Миш Миша, Госпођа Кегла                                                         | Хепи ТВ |
| 2006−2010. | Јагодица Бобица (сезоне 1-3) | Поморанџица, Гроздана, Перлица, Буга Дуга (Рејнбоу Шерберт) (С2-3), Морска звездица, Цвета | Хепи ТВ |
| 2006.      | Конанове авантуре            | Јасмин, Зула итд.                                                                          | Хепи ТВ |
| 2006.      | Тролови                      | Сефајер                                                                                    | Хепи ТВ |
| 2006.      | Бампијеве ноћне авантуре     | Сквишингтон, Моли, сви женски ликови                                                       | Хепи ТВ |
| 2006.      | Чудна чудовишта              | сви женски ликови                                                                          | Хепи ТВ |
| 2006.      | Поли Покет: Полин свет       |                                                                                            | Хепи ТВ |
| 2007.      | Денис напаст                 | Маргарета, Ђина, Алис, Марта Вилсон, сви женски ликови                                     | Хепи ТВ |
| 2007.      | Улица Сезам                  |                                                                                            | Хепи ТВ |
| 2008.      | Учите са Нодијем             | Маца Роза, Миш Миша, Госпођа Кегла                                                         | Хепи ТВ |